# Rutschstein

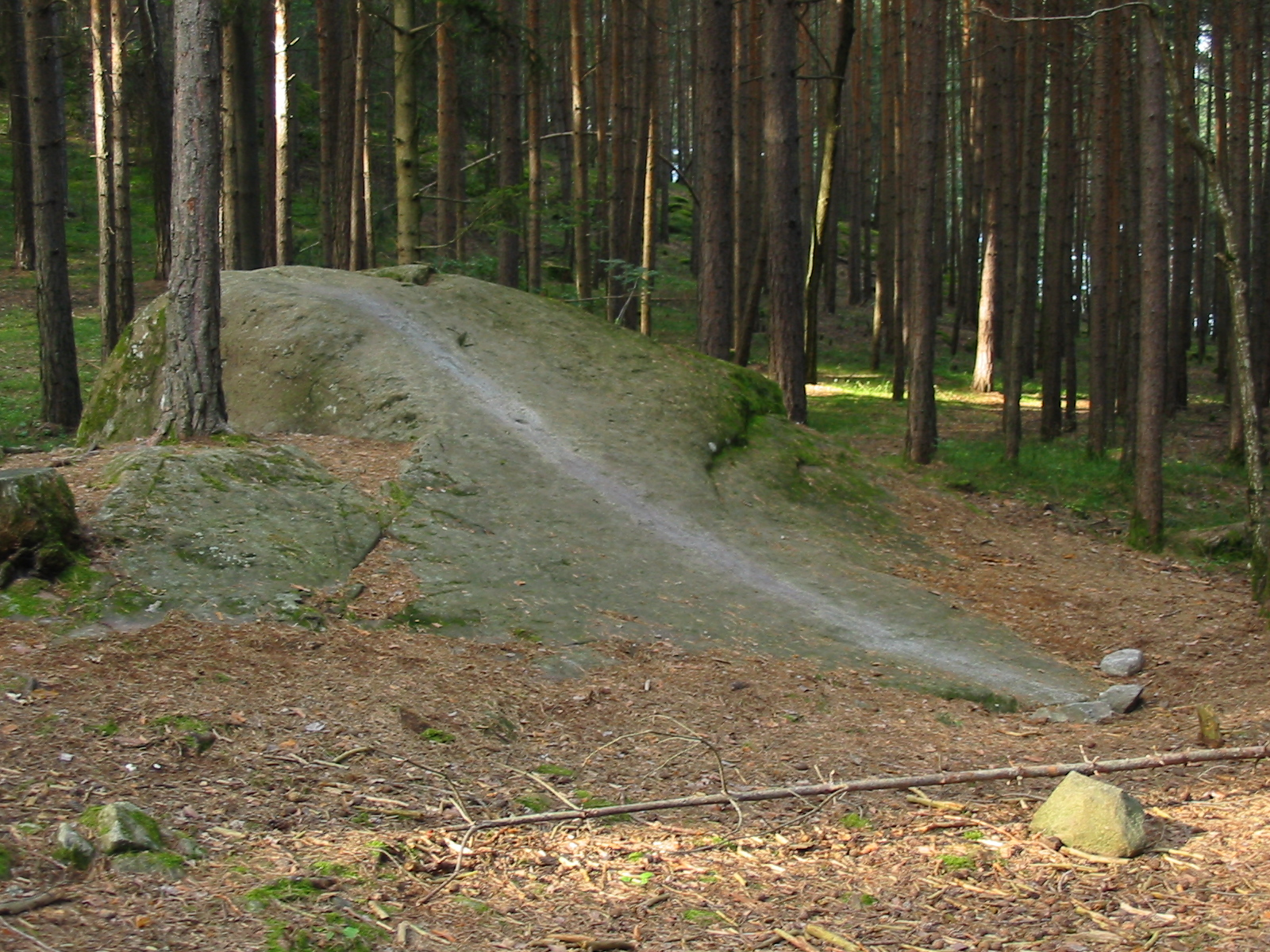
Rutschstein am Hexenboden bei Lengstein am Ritten

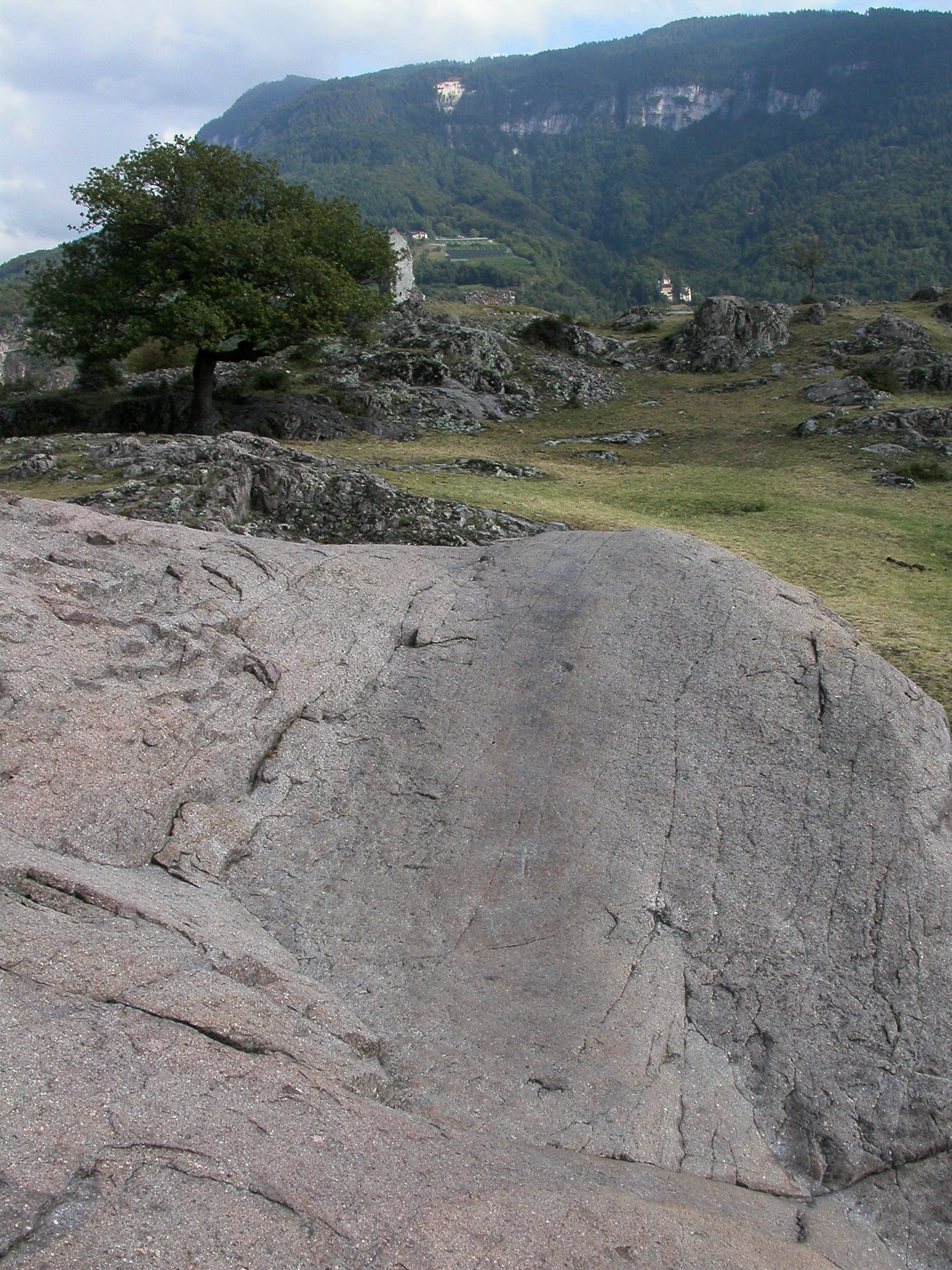
Heidenrutsche auf Castelfeder, Südtirol

Ein Rutschstein, auch Rutschfels, Rutschplatte oder Gleitstein genannt, ist der Bestandteil eines Fruchtbarkeitskultes, der von der älteren Fachliteratur und der heutigen Populärliteratur gerne in die Frühgeschichte (zum Beispiel die Megalithkultur) zurückprojiziert wird. Der Begriff Kindlistein wird teilweise synonym benutzt, kann jedoch auch einen Stein als Herkunftsort der Kinder bezeichnen.
Frauen mit unerfülltem Kinderwunsch suchten (und suchen da und dort auch heute noch) derartige, durch den lange andauernden Gebrauch polierte Felsplatten auf. Gelegentlich sind Rutschsteine mit einem Schalenstein vergesellschaftet.
Beispiele finden sich in Südtirol (Taufers, Castelfeder, Lengstein am Ritten), in Ligurien, in Piemont, im Aostatal, im Wallis, in der Île-de-France, in der Picardie, in der Bretagne und andernorts.